# Zelenogradsk
Zelenogradsk (en russe : Зеленоградск ; en allemand : Cranz ; en lituanien : Krantas ; en polonais : Krańc) est une ville et une station balnéaire sur la côte Baltique dans l'oblast de Kaliningrad, en Russie. Sa population s'élevait à 13 155 habitants en 2013.

## Géographie
Zelenogradsk est située sur la côte bordant la péninsule de Sambie dans le nord-ouest de la région historique de Prusse, près de l'isthme de Courlande. Le centre-ville se trouve à 25 km au nord de Kaliningrad et à 1 086 km à l'ouest de Moscou. La ville est desservie par l'autoroute A217, allant actuellement de Kaliningrad à Svetlogorsk.

## Histoire
Le site de Zelenogradsk était à l'origine un village de pêcheurs des vieux Prussiens, à proximité de Kaup, une ville de Prusse sur la côte de la mer Baltique, à l'époque des Vikings. La zone passa sous le contrôle des chevaliers teutoniques et fut peuplée par des colons germanophones. Son nom allemand Cranz ou Crantz,, à l'origine Cranzkuhren, provient du vieux-prussien : krantas, mot qui signifie « la côte ». Pendant la plus grande partie de son histoire, elle ne fut qu'un petit village dans la province de Prusse-Orientale.

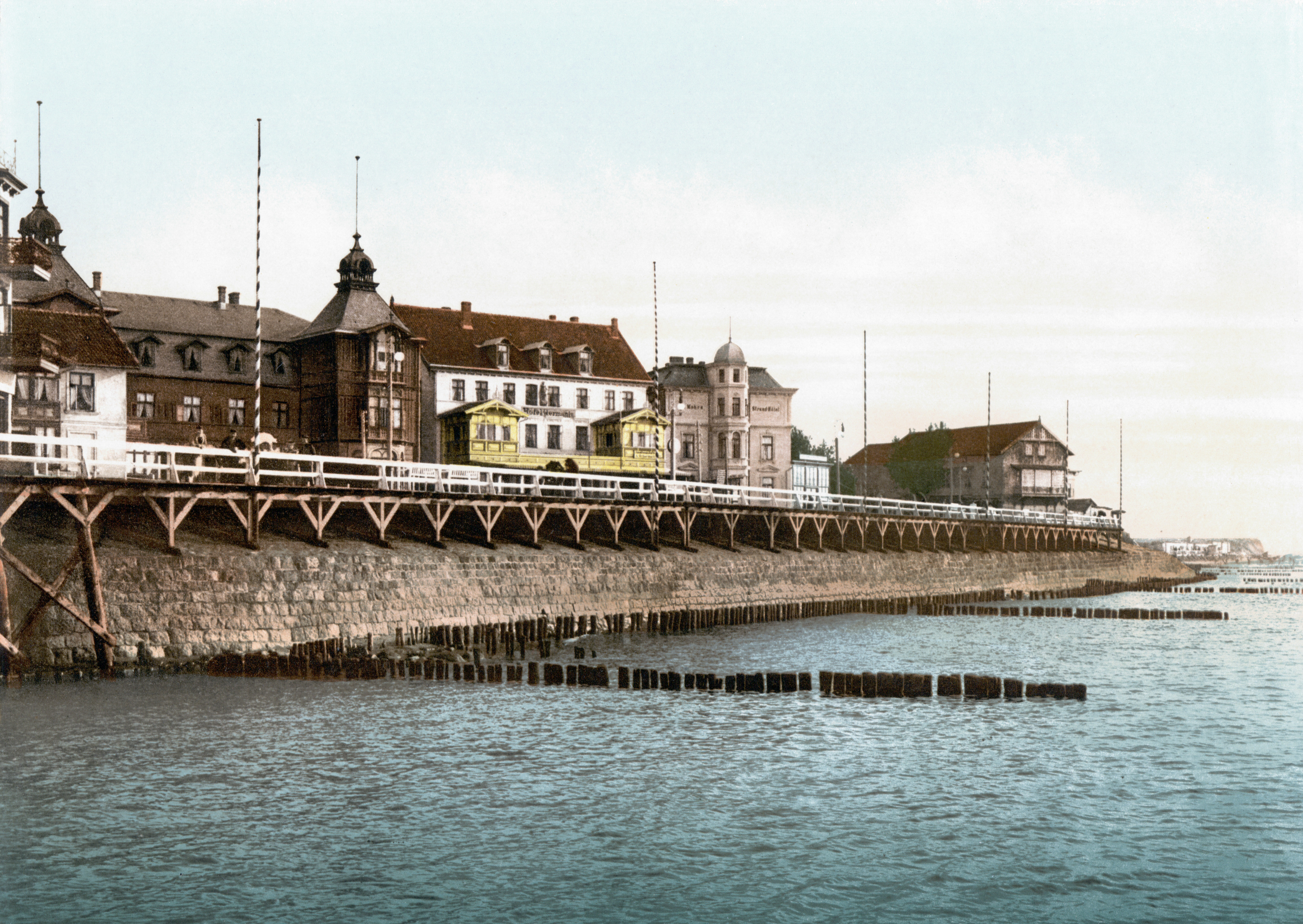
La promenade du bord de mer de Cranz vers 1900.

Au XIXe siècle, le village devint le principal centre balnéaire sur la côte orientale du royaume de Prusse, surtout après la construction d'une ligne de chemin de fer reliant le village à Königsberg (aujourd'hui Kaliningrad) en 1885. Malgré l'augmentation du nombre de touristes, l'industrie de la pêche resta forte ; le flet fumé est une spécialité régionale. Malgré une population de plus de 6 000 habitants à la fin des années 1930, Cranz n'avait pas le statut de ville. Jusqu'à la fin de la guerre en 1945, Cranz fait partie de l'arrondissement de Fischhausen puis à partir de 1939, de l'arrondissement du Samland dans le district de Königsberg.
La région fut envahie par l'Armée rouge au cours de l'offensive de Prusse-Orientale vers la fin de la Seconde Guerre mondiale et annexée par l'Union soviétique. Cranz n'avait que peu souffert de la guerre, mais la population allemande fut évacuée ou expulsée par la suite. par décret du 17 juin 1947, Cranz fut renommée Zelenogradsk, « ville verte » en russe, et le lieu a reçu sa reconnaissance officielle en tant que ville.
L'activité touristique fut négligée, pendant la guerre froide, à Zelenogradsk au profit de la ville voisine de Svetlogorsk (Rauschen). Mais cette situation a changé depuis la perestroïka des années 1990. Aujourd'hui, Zelenogradsk est à nouveau une station balnéaire de plus en plus populaire, auprès des vacanciers russes, notamment des habitants de Kaliningrad, et de riches Moscovites y possèdent des résidences secondaires.

## Population
Recensements (*) ou estimations de la population
| 1908  | 1933  | 1939  | 1959* | 1970* | 1979* |
| ----- | ----- | ----- | ----- | ----- | ----- |
| 2 600 | 4 667 | 5 089 | 6 866 | 9 172 | 9 781 |

| 1989*  | 2002*  | 2010*  | 2012   | 2013   | - |
| ------ | ------ | ------ | ------ | ------ | - |
| 10 786 | 12 509 | 13 026 | 13 043 | 13 155 | - |

## Personnalités
- Abel Ehrlich (1915-2003), compositeur ;
- Beate Uhse (1919–2001), pilote et femme d'affaires.
- Tikhon Jiznevski (1988-) acteur

## Patrimoine
Il y a deux paroisses orthodoxes, dont l'église de l'apôtre saint André, ouverte en 1995 dans l'ancienne église catholique construite en 1903-04, et l'église de la Transfiguration, ouverte dans l'ancienne église protestante consacrée en 1897 et convertie en cathédrale en 2007. Les sept cloches de cette dernière ont été fondues spécialement à Voronej.

## Jumelage
La ville de Zelenogradsk est jumelée avec :
- Kühlungsborn (Allemagne) depuis 2005.